# ماکال ریور
ماکال ریور (به انگلیسی: Macal River) رودخانه‌ای به‌طول ۳۲۰ کیلومتر است که در بلیز جریان دارد.